# Ki no Tomonori

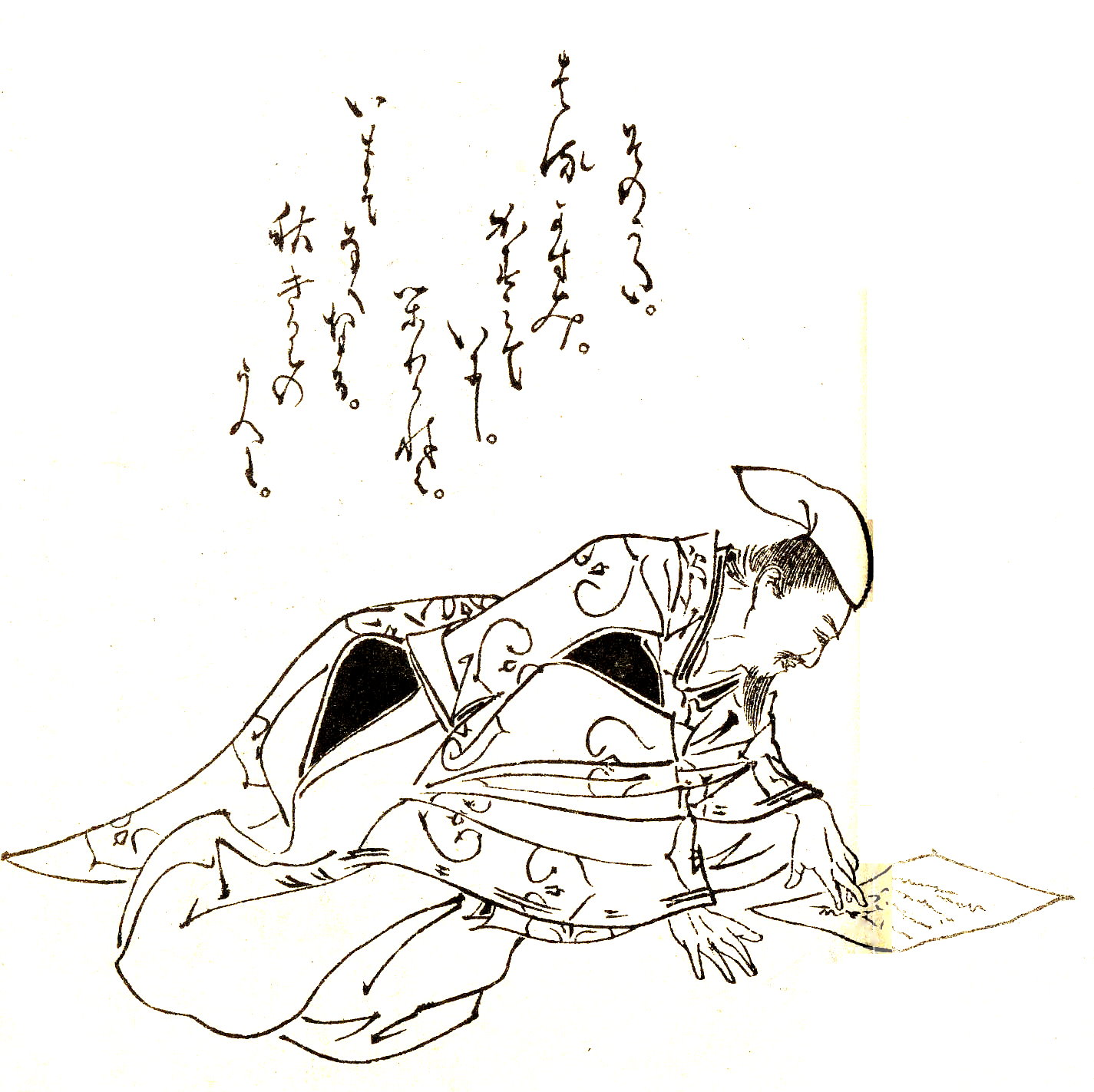
Tranh vẽ Ki no Tomonori của Kikuchi Yōsai

Ki no Tomonori (Nhật: 紀 友則 (Kỉ Hữu Tắc)) là nhà thơ waka của triều đình vào thời kỳ Heian, là một trong Ba mươi sáu ca tiên. Ông là nhà biên tập chính của tập thơ Kokin Wakashū, dù ông đã mất trước khi được thấy tác phẩm hoàn thành. Ki no Tomonori là tác giả của một số bài thơ trong tập Kokin Wakashū, và một số khác được in trong những tập thơ sau này. Ông là tác giả bài Kanajo tức bài tựa bằng quốc ngữ cho tập thơ soạn theo sắc chiếu ấy, điều này chứng tỏ vai trò nhà thơ tiêu biểu của thời đại. Còn là tác giả của Tosa Nikki ( Nhật Ký Tosa, 934), tác phẩm đánh giá sự khai sinh của thể văn nhật ký Nhật Bản.

## Sáng tác
Một trong những bài thơ của ông được đánh số 33 trong tập thơ nổi tiếng Ogura Hyakunin Isshu do Fujiwara no Teika biên tập.
| Nguyên văn:                                          | Phiên âm:                                                                                     | Dịch thơ: | Diễn ý: |
| ---------------------------------------------------- | --------------------------------------------------------------------------------------------- | --- | --- |
| ひさかたの 光のどけき 春の日に 静心なく 花の散るらむ | Hisakata no Hikari nodokeki Haru no hi ni Shizugokoro naku Hana no chiru ramu Ka ni nioi keru | Trong nắng xuân êm đềm, Là lúc lòng lặng yên. Bồn chồn chi hoa hỡi, Mà đã rụng trăm miền! (ngũ ngôn) Nắng xuân êm, lòng bình yên, Cớ chi tan tác nỗi niềm bấy hoa! (lục bát) | Trong một ngày nắng xuân ấm áp như thế này, Cớ sao tâm hồn không được bình yên, Để rơi rụng tan tác khắp nơi như thế, Hỡi những đóa hoa anh đào! |

### Xuất xứ
Kokin Wakashū ( Cổ Kim Tập), Thơ Xuân phần hạ, bài 84.

### Hoàn cảnh sáng tác
Theo lời thuyết minh của Kokin Wakashū, bài thơ này vịnh cảnh hoa anh đào rơi tan tác.

### Đề tài
Trong khi còn đang đẹp rực rỡ đã rơi tan tác, kiếp hoa anh đào sao mà ngắn ngủi.
Ngày xuân êm đềm (xuân nhật trì trì), cớ sao hoa anh đào vội vã gì mà đã muốn ra đi. Đó là đối chọi giữa tĩnh có động vậy. Tả cảnh hoa đẹp để mà tiếc hoa.
Hisakata no là chữ gối đầu (makura-kotoba) khi nói về mưa, trăng mây, bầu trời, ánh sáng, đêm, kinh đô. Chữ ni (lúc) trong câu thứ ba có thuyết nói phải hiểu là na no ni (thế mà lại) cho nên thay vì hiểu haru no hi ni là "giữa ngày xuân", có thể hiểu "đang giữa ngày xuân thế mà lại...". Âm hưởng của chuỗi âm vần は (ha) (hisakata, hikari, haru, hana) nối tiếp nhau và những âm の (no) tạo nên một cảm giác trầm lắng.
Kỹ thuật nhân cách hóa giữa hoa và người cũng được sử dụng trong bài.

## Đường dẫn ngoài
- McMillan, Peter. Năm 2010 (Bản in đầu, Năm 2008). Một Trăm Nhà Thơ, Mỗi Vị Một Thơ. New York: Nhà xuất bản Đại Học Columbia. (tiếng Anh)
- Suzuki Hideo, Yamaguchi Shin'ichi, Yoda Yasushi. Năm 2009 (Bản in đầu, Năm 1997). Genshoku: Ogura Hyakunin Isshu. Tokyo: Bun'eidō. (tiếng Nhật)
- Một trăm bài thơ Nhật Bản cổ (Hyakunin-isshu), biên dịch bởi William N. Porter, 1909, tại trang sacred-texts.com (tiếng Anh)
- Ogura Hyakunin Isshu, biên dịch bởi chimviet.free.fr Lưu trữ ngày 22 tháng 12 năm 2016 tại Wayback Machine